# Синко-Байю (Флорида)
Синко-Байю (англ. Cinco Bayou) — муниципалитет, расположенный в округе Окалуса (штат Флорида, США) с населением в 377 человек по статистическим данным переписи 2000 года.

## География
По данным Бюро переписи населения США муниципалитет Синко-Байю имеет общую площадь в 0,52 квадратных километров, водных ресурсов в черте населённого пункта не имеется.
Муниципалитет Синко-Байю расположен на высоте 4 м над уровнем моря.

## Демография
По данным переписи населения 2000 года в Синко-Байю проживало 377 человек, 82 семьи, насчитывалось 212 домашних хозяйств и 248 жилых домов. Средняя плотность населения составляла около 725 человек на один квадратный километр. Расовый состав населённого пункта распределился следующим образом: 81,17 % белых, 12,73 % — чёрных или афроамериканцев, 0,80 % — коренных американцев, 3,98 % — азиатов, 1,06 % — представителей смешанных рас, 0,27 % — других народностей. Испаноговорящие составили 3,71 % от всех жителей.
Из 212 домашних хозяйств в 15,1 % воспитывали детей в возрасте до 18 лет, 27,8 % представляли собой совместно проживающие супружеские пары, в 7,1 % семей женщины проживали без мужей, 61,3 % не имели семей. 46,2 % от общего числа семей на момент переписи жили самостоятельно, при этом 8,5 % составили одинокие пожилые люди в возрасте 65 лет и старше. Средний размер домашнего хозяйства составил 1,77 человек, а средний размер семьи — 2,43 человек.
Население муниципалитета по возрастному диапазону по данным переписи 2000 года распределилось следующим образом: 12,5 % — жители младше 18 лет, 7,2 % — между 18 и 24 годами, 43,0 % — от 25 до 44 лет, 25,5 % — от 45 до 64 лет и 11,9 % — в возрасте 65 лет и старше. Средний возраст жителей составил 40 лет. На каждые 100 женщин в Синко-Байю приходилось 96,4 мужчин, при этом на каждые сто женщин 18 лет и старше приходилось 93,0 мужчин также старше 18 лет.
Средний доход на одно домашнее хозяйство составил 28 036 долларов США, а средний доход на одну семью — 28 750 долларов. При этом мужчины имели средний доход в 33 750 долларов США в год против 21 250 долларов среднегодового дохода у женщин. Доход на душу населения составил 28 036 долларов в год. 9,9 % от всего числа семей в населённом пункте и 15,5 % от всей численности населения находилось на момент переписи населения за чертой бедности, при этом 25,4 % из них были моложе 18 лет и 4,4 % — в возрасте 65 лет и старше.